# Marele Premiu al Germaniei din 2019
Marele Premiu al Germaniei din 2019 (cunoscut oficial ca Formula 1 Mercedes-Benz Grosser Preis von Deutschland 2019) a fost o cursă auto de Formula 1 ce s-a desfășurat pe 28 iulie 2019 pe Circuitul Hockenheimring din Hockenheim, Germania. Cursa a fost cea de-a unsprezecea etapă a Campionatului Mondial de Formula 1 din 2019.
Aceasta a fost prima cursă din acest sezon desfășurată pe ploaie, stabilind cel mai mare număr de retrageri (7) de la Marele Premiu al Azerbaidjanului din 2017 încoace. A fost, de asemenea, prima cursă din acest sezon în care echipa Williams a obținut primul punct, prin polonezul Robert Kubica.

## Pneuri

### Pneurile programate de Pirelli pentru cursă
| Numele compusului | Culoare | Culoare | Condițiile meteo | Aderență | Durabilitate |
| ----------------- | ------- | ------- | ---------------- | -------- | ------------ |
| Dur C2            | H       |         | Uscat            | Mică     | Mare         |
| Mediu C3          | M       |         | Uscat            | Medie    | Medie        |
| Moale C4          | S       |         | Uscat            | Mare     | Mică         |
| Intermediar       | I       |         | Ploaie ușoară    |          |              |
| Ploaie            | W       |         | Ploaie           |          |              |

### Cele mai folosite pneuri
| Numele compusului | Culoare | Culoare | Numărul de tururi           | Condițiile meteo |
| ----------------- | ------- | ------- | --------------------------- | ---------------- |
| Intermediar       | I       |         | 43 (Sainz, Albon, Hamilton) | Ploaie ușoară    |
| Moale C4          | S       |         | 27 (Magnussen)              | Uscat            |
| Ploaie            | W       |         | 8 (Magnussen)               | Ploaie           |
| Mediu C3          | M       |         | 4 (Verstappen, Bottas)      | Uscat            |

## Calificări
Calificările au avut loc pe 27 iulie 2019, începând cu ora locală 15:00 (UTC+2), ora 16:00 EEST.
| Poz.                  | Nr. | Pilot              | Constructor               | Timpi calificări | Timpi calificări | Timpi calificări | Grila finală |
| Poz.                  | Nr. | Pilot              | Constructor               | Q1               | Q2               | Q3               | Grila finală |
| --------------------- | --- | ------------------ | ------------------------- | ---------------- | ---------------- | ---------------- | ------------ |
| 1                     | 44  | Lewis Hamilton     | Mercedes                  | 1:12,852         | 1:12,149         | 1:11,767         | 1            |
| 2                     | 33  | Max Verstappen     | Red Bull Racing-Honda     | 1:12,593         | 1:12,427         | 1:12,113         | 2            |
| 3                     | 77  | Valtteri Bottas    | Mercedes                  | 1:13,075         | 1:12,424         | 1:12,129         | 3            |
| 4                     | 10  | Pierre Gasly       | Red Bull Racing-Honda     | 1:12,991         | 1:12,385         | 1:12,522         | 4            |
| 5                     | 7   | Kimi Räikkönen     | Alfa Romeo Racing-Ferrari | 1:13,066         | 1:12,519         | 1:12,538         | 5            |
| 6                     | 8   | Romain Grosjean    | Haas-Ferrari              | 1:13,146         | 1:12,769         | 1:12,851         | 6            |
| 7                     | 55  | Carlos Sainz Jr.   | McLaren-Renault           | 1:13,221         | 1:12,632         | 1:12,897         | 7            |
| 8                     | 11  | Sergio Pérez       | Racing Point-BWT Mercedes | 1:13,194         | 1:12,776         | 1:13,065         | 8            |
| 9                     | 27  | Nico Hülkenberg    | Renault                   | 1:13,186         | 1:12,766         | 1:13,126         | 9            |
| 10                    | 16  | Charles Leclerc    | Ferrari                   | 1:12,229         | 1:12,344         | Fără timp        | 10           |
| 11                    | 99  | Antonio Giovinazzi | Alfa Romeo Racing-Ferrari | 1:13,170         | 1:12,786         | N/A              | 11           |
| 12                    | 20  | Kevin Magnussen    | Haas-Ferrari              | 1:13,103         | 1:12,789         | N/A              | 12           |
| 13                    | 3   | Daniel Ricciardo   | Renault                   | 1:13,131         | 1:12,799         | N/A              | 13           |
| 14                    | 26  | Daniil Kveat       | Scuderia Toro Rosso-Honda | 1:13,278         | 1:13,135         | N/A              | 14           |
| 15                    | 18  | Lance Stroll       | Racing Point-BWT Mercedes | 1:13,256         | 1:13,450         | N/A              | 15           |
| 16                    | 4   | Lando Norris       | McLaren-Renault           | 1:13,333         | N/A              | N/A              | 19           |
| 17                    | 23  | Alexander Albon    | Scuderia Toro Rosso-Honda | 1:13,461         | N/A              | N/A              | 16           |
| 18                    | 63  | George Russell     | Williams-Mercedes         | 1:14,721         | N/A              | N/A              | 17           |
| 19                    | 88  | Robert Kubica      | Williams-Mercedes         | 1:14,839         | N/A              | N/A              | 18           |
| Regula 107%: 1:17,285 |     |                    |                           |                  |                  |                  |              |
| —                     | 5   | Sebastian Vettel   | Ferrari                   | Fără timp        | N/A              | N/A              | 20           |
| Sursa:                |     |                    |                           |                  |                  |                  |              |

Note

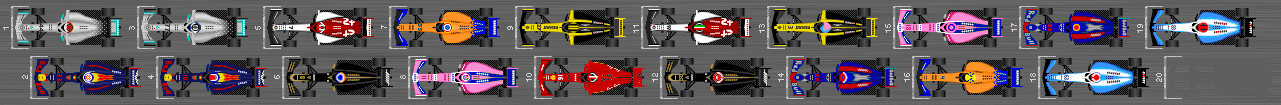
Grila de start.

- ^1 – Lando Norris trebuia să plece de pe ultima poziție de pe grila de start pentru folosirea elementelor adiționale la motor, însă a plecat de pe locul 19 datorită faptului că Sebastian Vettel nu a înregistrat niciun timp.
- ^2 – Sebastian Vettel a plecat de pe ultima poziție de pe grila de start pentru că nu a putut înregistra niciun timp în calificări.

## Cursa
Cursa a avut loc pe 28 iulie 2019, începând cu ora locală 15:00 (UTC+2), ora 16:00 EEST, și a durat 64 de tururi.
| Poz.                                                                            | Nr. | Pilot              | Constructor               | Tururi | Timp/Retras      | Puncte |
| ------------------------------------------------------------------------------- | --- | ------------------ | ------------------------- | ------ | ---------------- | ------ |
| 1                                                                               | 33  | Max Verstappen     | Red Bull Racing-Honda     | 64     | 1:44:31,275      | 26     |
| 2                                                                               | 5   | Sebastian Vettel   | Ferrari                   | 64     | +7,333s          | 18     |
| 3                                                                               | 26  | Daniil Kveat       | Scuderia Toro Rosso-Honda | 64     | +8,305s          | 15     |
| 4                                                                               | 18  | Lance Stroll       | Racing Point-BWT Mercedes | 64     | +8,966s          | 12     |
| 5                                                                               | 55  | Carlos Sainz Jr.   | McLaren-Renault           | 64     | +9,583s          | 10     |
| 6                                                                               | 23  | Alexander Albon    | Scuderia Toro Rosso-Honda | 64     | +10,052s         | 8      |
| 7                                                                               | 8   | Romain Grosjean    | Haas-Ferrari              | 64     | +16,838s         | 6      |
| 8                                                                               | 20  | Kevin Magnussen    | Haas-Ferrari              | 64     | +18,765s         | 4      |
| 9                                                                               | 44  | Lewis Hamilton     | Mercedes                  | 64     | +19,667s         | 2      |
| 10                                                                              | 88  | Robert Kubica      | Williams-Mercedes         | 64     | +24,987s         | 1      |
| 11                                                                              | 63  | George Russell     | Williams-Mercedes         | 64     | +26,404s         |        |
| 12                                                                              | 7   | Kimi Räikkönen     | Alfa Romeo Racing-Ferrari | 64     | +42,214s         |        |
| 13                                                                              | 99  | Antonio Giovinazzi | Alfa Romeo Racing-Ferrari | 64     | +43,849s         |        |
| 14                                                                              | 10  | Pierre Gasly       | Red Bull Racing-Honda     | 61     | Accident         |        |
| Ab                                                                              | 77  | Valtteri Bottas    | Mercedes                  | 56     | Accident         |        |
| Ab                                                                              | 27  | Nico Hülkenberg    | Renault                   | 39     | Accident         |        |
| Ab                                                                              | 16  | Charles Leclerc    | Ferrari                   | 27     | Accident         |        |
| Ab                                                                              | 4   | Lando Norris       | McLaren-Renault           | 25     | Defecțiune motor |        |
| Ab                                                                              | 3   | Daniel Ricciardo   | Renault                   | 13     | Defecțiune motor |        |
| Ab                                                                              | 11  | Sergio Pérez       | Racing Point-BWT Mercedes | 1      | Accident         |        |
| Cel mai rapid tur: Max Verstappen (Red Bull Racing-Honda) – 1:16,645 (turul 61) |     |                    |                           |        |                  |        |
| Sursa:                                                                          |     |                    |                           |        |                  |        |

| Loc    | 1  | 2  | 3  | 4  | 5  | 6 | 7 | 8 | 9 | 10 | CMRT |
| Puncte | 25 | 18 | 15 | 12 | 10 | 8 | 6 | 4 | 2 | 1  | 1    |

Note

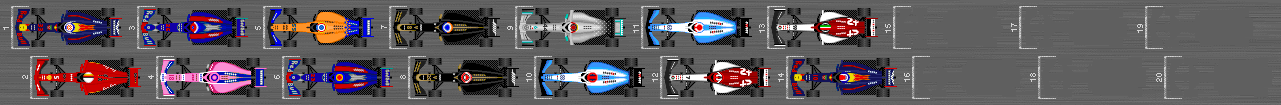
Clasamentul final.

- ^3, ^4 – Kimi Räikkönen și Antonio Giovinazzi au terminat inițial pe locurile 7, respectiv 8, însă după cursă, ambii au primit câte o penalizare de 30 de secunde pentru comunicarea cu inginerii de cursă înaintea începerii cursei.
- ^5 – Pierre Gasly nu a terminat cursa, însă a fost clasat deoarece a parcurs mai mult de 90% din cursă.

## Clasamentele campionatelor după cursă
|  | Poz. | Pilot            | Puncte |
|  | ---- | ---------------- | ------ |
|  | 1    | Lewis Hamilton   | 225    |
|  | 2    | Valtteri Bottas  | 184    |
|  | 3    | Max Verstappen   | 162    |
|  | 4    | Sebastian Vettel | 141    |
|  | 5    | Charles Leclerc  | 120    |

|   | Poz. | Constructor               | Puncte |
| - | ---- | ------------------------- | ------ |
|   | 1    | Mercedes                  | 407    |
|   | 2    | Ferrari                   | 261    |
|   | 3    | Red Bull Racing-Honda     | 217    |
|   | 4    | McLaren-Renault           | 70     |
| 3 | 5    | Scuderia Toro Rosso-Honda | 42     |

- Notă: În ambele clasamente sunt prezentate doar primele cinci locuri.